# Адолф Светоплук Освалд
Адолф Светоплук Освалд (слч. Adolf Svätopluk Osvald; Банска Бистрица, 12. мај 1839 – Сремска Рача, 4. јул 1876) је био словачки књижевник и новинар, добровољац у Српско-турском рату 1876. године.

## Биографија
Рођен је 12. маја 1839. године у Банској Бистрици, као син Јозефа Освалда и Зузане (рођ. Солванова). У родном месту је завршио основну и средњу школу, а потом је похађао студије филозофије на Прашком универзитету. Радио је као писар суда у Банској Бистрици. Потом је био новински уредник у Прагу и Будимпешти, где је често писао под псеудонимима: А. Св. Бистрицки, Ђетван, А. С. Похронски, Турански, Турски, Урпинов, Урпински. Преводио је са немачког, пољског и мађарског језика.
На почетку Српско-турског рата 1876. године, пријавио се као добровољац у Дринској дивизији Српској војсци. Погинуо је 4. јула 1876. године у бици код Сремске Раче.

## Споменик
На иницијативу Центра за српско-словачке теме из Новог Сада, формиран је одбор за подизање бисте Освалду у Сремској Рачи, а за председника одбора је именован директор Архива Војводине др Небојша Кузмановић. Биста је откривена 23. септембра 2021. године, а међу присутнима су били  државни секретар у Министарству спољних послова Републике Србије Немања Старовић и амбасадор Републике Словачке у Србији Федор Росоха.